# Сон Тхэ Джин
Сон Тхэджин (кор. 손태진; род. 5 мая 1988, Кёнсан, Кёнсан-Пукто) — южнокорейский тхэквондист, член национальной сборной Южной Кореи. Олимпийский чемпион игр 2008 года в Пекине. Победитель Олимпийского квалификационного турнира 2007 года в Манчестере. Впервые принял участие в чемпионате мира по тхэквондо в 2007 году в 19-летнем возрасте, в ходе соревнований выбыл на первом же этапе. Выступает в весе до 68 кг.